# 미스 유니버스 2025
미스 유니버스 2025는 제74회 미스 유니버스 대회다.
태국 논타부리 팍 크렛의 임팩트 챌린저 홀에서 개최될 예정인 제74회 미스 유니버스 미인대회입니다.
덴마크의 빅토리아 키에르 테일비그(Victoria Kjær Theilvig)가 이번 행사를 끝으로 그녀의 후계자로 선정됩니다. 

## 위치 및 날짜
2024년 11월 16일, 미스 유니버스 2024에서 미인대회 공동 소유주인 라울 로샤 칸투(Raúl Rocha Cantú)는 제74회 미인대회의 최종 개최 도시가 아르헨티나, 코스타리카, 도미니카 공화국, 모로코, 인도, 남아프리카 공화국, 스페인, 태국이라고 발표했습니다. [2][3] 미스 유니버스 조직(Miss Universe Organization)은 2025년 2월 7일 태국을 개최국으로 발표하면서 논타부리 팍 크렛에 있는 임팩트 챌린저 홀을 푸켓과 파타야에서 예정된 부대 행사의 중심 장소로 지정했습니다.. 태국이 미인대회를 개최한 것은 이번이 네 번째이며, 2005년과 2018년 미인대회에 이어 해당 장소에서 개최되는 것은 이번이 세 번째입니다. [4][5]

## 참가자 선정
2025년 6월 5일 현재 지명된 대의원 중 2명은 국내 미인대회에서 준우승을 거두거나[a] 캐스팅 과정을 통해 선발된 후 해당 직책에 임명되었습니다. [나]

## 첫참가국 와 재참가국
이번 판은 라틴 아메리카와 사우디아라비아의 데뷔를 기념하며,[7][8] 이라크, 코소보, 파나마, 슬로베니아, 남아프리카 공화국의 귀환을 다룰 예정이다. 2017년에 마지막으로 참가한 이라크와 슬로베니아 와 2023년에 마지막으로 참가한 코소보, 파나마, 남아프리카 공화국.이 다시 재참가를 승인 하였다.
미국 리얼리티 쇼 미스 유니버스 라틴계, 엘 리얼리티, 라틴계로 지정된 히스패닉과 라틴계 미국인을 대표하는 대표를 선출합니다. [14][15]